# Bötersen
Bötersen er en kommune i Samtgemeinde Sottrum med godt 1050 indbyggere (2013). Den ligger i den sydvestlige del af Landkreis Rotenburg (Wümme), i den nordlige del af den tyske delstat Niedersachsen. Samtgemeindens administration ligger i byen Sottrum.

## Geografi
Bötersen ligger mellem Sottrum (8 km) og Rotenburg (Wümme) (10 km).
I kommunen ligger ud over Bötersen, landsbyerne Höperhöfen og Jeerhof. Höperhöfen var indtil 1974 hjemsted for en selvstændig kommune.